# 环荚合欢属
环荚合欢属（学名：Faidherbia）是豆科下的一个属。

## 下属物种
本属包括以下物种：
- 白相思 Faidherbia albida (Delile) A.Chev.